# Горное (Есильский район)
Горное (каз. Горное) — село в Есильском районе Северо-Казахстанской области Казахстана. Входит в состав Заградовского сельского округа. Код КАТО — 594243200.

## Население
В 1999 году население села составляло 435 человек (217 мужчин и 218 женщин). По данным переписи 2009 года, в селе проживало 428 человек (218 мужчин и 210 женщин).